# دوري الدرجة الأولى الكويتي 2007–08
في موسم 2007/2008 أقيمت بطولة الدوري الكويت للدرجة الأولى، وقد شارك في البطولة خمسة فرق لأن الاتحاد ألغى المباراة الفاصلة التي كانت ستحدد من سيهبط إلى الدرجة الأولى بين نادي العربي الكويتي ونادي التضامن الكويتي، وقد استطاع نادي الشباب الكويتي بأن يفوز بلقب البطولة ويتأهل، بينما هبط نادي الساحل الكويتي ونادي الجهراء إلى الدرجة الأولى، وقد توج محمد عودة لاعب نادي الصليبيخات بلقب هداف الدوري برصيد 8 أهداف.

## ترتيب الفرق
- 1- نادي الشباب الكويتي (لعب 12 مباراة وحقق 19 نقطة)
- 2- نادي الفحيحيل (لعب 12 مباراة وحقق 18 نقطة)
- 3- نادي الصليبيخات (لعب 12 مباراة وحقق 18 نقطة)
- 4- نادي خيطان (لعب 12 مباراة وحقق 14 نقطة)
- 5- نادي اليرموك (لعب 12 مباراة وحقق 10 نقاط)

## هداف الدوري
8 أهداف
- محمد عودة (الصليبيخات)

5 أهداف
- آرثر ديكيرا (الصليبيخات)

4 أهداف
- محمد سلمان (الفحيحيل)
- محمد عثمان (خيطان)
- منصور مبارك (الشباب)
- أنطونيو (الشباب)

## أرقام من البطولة
- أكثر الفرق تحقيقا للانتصارات هما نادي الفحيحيل ونادي الصليبيخات برصيد 5 انتصارات.
- أقل الفرق تحقيقا للانتصارات هو نادي اليرموك برصيد انتصارين.
- أكثر الفرق تعرضا للتعادل هو نادي الشباب الكويتي ب7 تعادلات.
- أقل الفرق تعرضا للتعادل هما نادي الفحيحيل ونادي الصليبيخات برصيد 3 تعادلات.
- أكثر الفرق تعرضا للهزائم هو نادي اليرموك برصيد 6 هزائم.
- أقل الفرق تعرضا للهزائم هو نادي الشباب الكويتي برصيد خسارة واحدة.
- أكثر الفرق تسجيلا للأهداف هو نادي الصليبيخات برصيد 21 هدف.
- أقل الفرق تسجيلا للأهداف هو نادي اليرموك برصيد 10 أهداف.
- أكثر الفرق تعرضا للأهداف هو نادي الصليبيخات برصيد 21 هدف.
- أقل الفرق تعرضا للأهداف هو نادي الشباب الكويتي برصيد 9 أهداف.